# Yves Le Hénaff
Pour les articles homonymes, voir Le Hénaff.
Yves Henri Léon Le Hénaff, né le 23 octobre 1914 à Penhars dans le Finistère et mort le 2 juillet 1944 pendant sa déportation vers Dachau, est un officier de marine et résistant français.

## Biographie

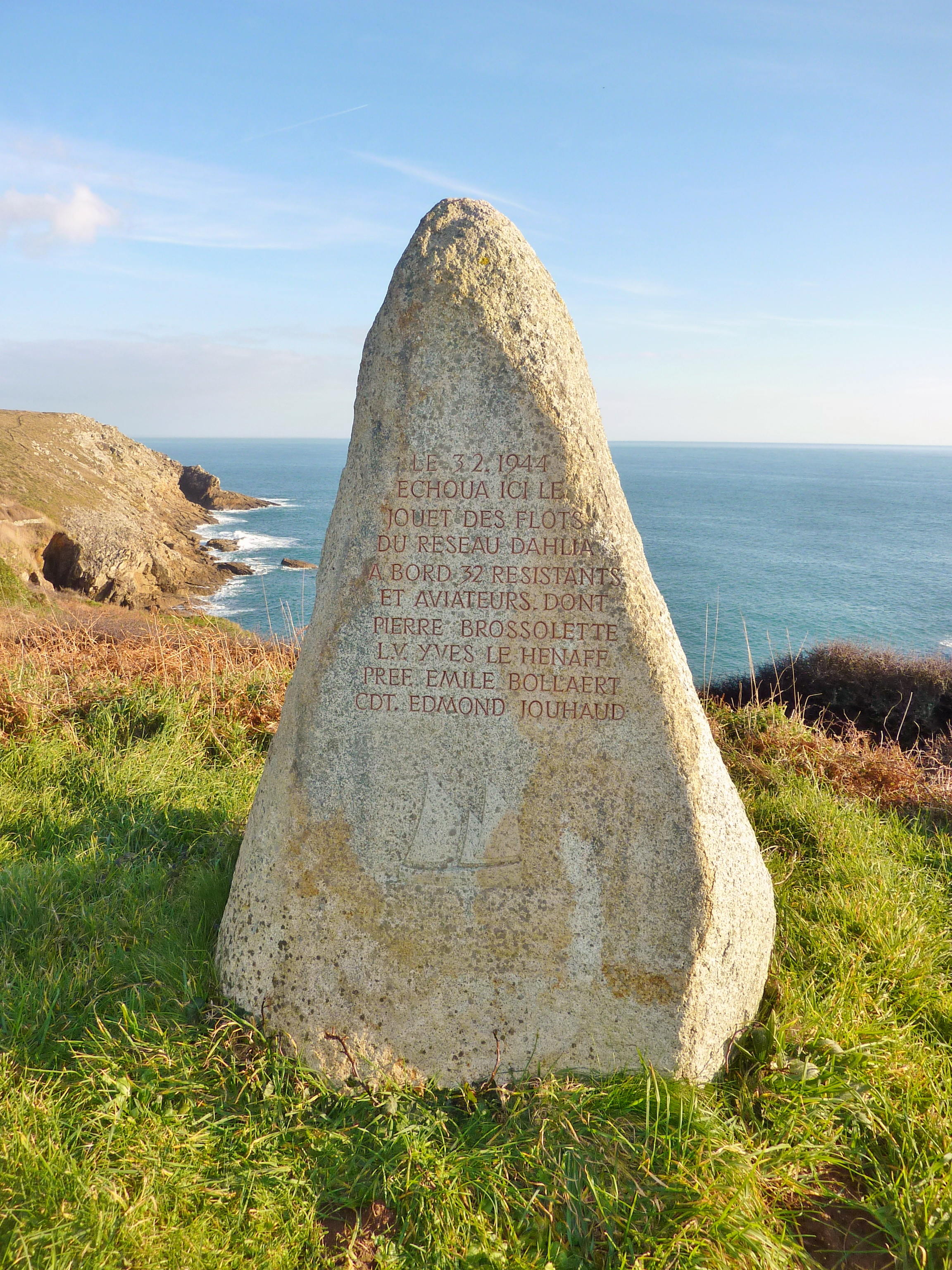
Plogoff : monument commémoratif de l'échouage du Jouet des Flots le 3 février 1944 à Feunteun Aod.

Entré à l’École navale en 1934, il effectue la croisière d'application sur le croiseur-école Jeanne d'Arc en 1936-1937.
Il fait ensuite campagne en Extrême-Orient : il est d’abord chef du service conduite du navire sur l’aviso colonial Dumont d'Urville, puis officier en second de la canonnière fluviale Balny de la flottille du Yang Tsé Kiang.
Il rentre en France et sert comme officier en second sur l’hydravion de croisière Antarès.
En 1942, il est détaché à Salon-de-Provence comme élève-pilote.
Affecté en Afrique du Nord, il rencontre à Oran le chef du service de renseignement après le débarquement allié, et se porte immédiatement volontaire pour assurer des missions spéciales en France occupée.
Après quatre mois de stage intense en Angleterre, il est parachuté près de Châteaulin dans la nuit du 14 au 15 juin 1943. Pendant plus de six mois, il organise l’évacuation de nombreuses personnes vers l’Angleterre.
Début 1944, il est rappelé à Londres en raison des risques de plus en plus grands qu’il court. Mais Yves le Hénaff veut auparavant achever une mission importante et ne pas abandonner les 37 personnes à qui il doit faire traverser la Manche : des pilotes de la RAF, des résistants, des militaires dont le futur Général Jouhaud, Émile Bollaert et Pierre Brossolette, aidé par son adjoint James Bargain et deux pécheurs de l'Île Tudy.
Le 2 février 1944, il quitte le port bigouden sur une pinasse à moteur baptisée le Jouet des flots. Malheureusement, le bateau s’échoue à Feunteun Aod en Plogoff, près de la pointe du Raz. Alors que les Allemands arrêtent une partie des rescapés, Yves Le Hénaff parvient à en évacuer quelques-uns vers Paris.
Au cours de cette action, il est fait prisonnier par le SD-Sipo le 5 février à Audierne,.
Incarcéré et torturé à Rennes pendant plusieurs mois, il meurt en juillet 1944 dans le wagon qui l’emmenait au camp de concentration de Dachau.

## Distinctions et hommages
- Chevalier de la Légion d'honneur
- Croix de guerre 1939–1945, palme de bronze

Le 27 août 1945, le Lieutenant de Vaisseau Le Hénaff a été nommé chevalier de la Légion d'honneur à titre posthume, avec attribution de la croix de guerre 1939-1945 avec palme.
Un bâtiment de la Marine Nationale, l'Aviso Lieutenant de vaisseau Le Hénaff (LV Le Hénaff) lui rend hommage et contribue au maintien de la mémoire de cet officier qui a contribué activement à la résistance au cours de la Seconde Guerre Mondiale.